# Sokolský dům (Subotica)
Sokolský dům (srbsky Sokolski dom) se nachází v Subotici, městu na severu Srbska. Nachází se na východním okraji ulice Korzo, na okraji Parku Ference Raichla nedaleko nádraží.
Budova vznikla v souvislosti s rozvojem organizace Sokol na území Království Jugoslávie v meziválečném období podle československého vzoru. Bylo zde nejvíce členů na území dnešní Vojvodiny. Tato skutečnost vytvářela potřebu velké budovy pro sportovní účely. Projekt budovy vypracoval architekt Kosta Petrović. Výstavba byla zahájena v roce 1931, nicméně vzhledem k hospodářským problémům tehdejší Jugoslávie a především kvůli světové hospodářské krizi docházelo k častým zpožděním stavby. Konečně roku 1933 byl dokončen, a to pod názvem Jugoslávský sportovní dům krále Alexandra I.. Ve své době se jednalo o největší sportovní a nejmodernější centrum v zemi. Roku 1936 se zde konal regionální sokolský slet.
Za války zde byli internováni subotičtí Židé. Budova byla po druhé světové válce známá pod názvem Kino Jadran (srbsky Bioskop Jadran). V roce 2015 bylo rozhodnuto o modernizaci objektu.
Budova je nápadná monumentálním průčelím a cihlovou fasádou. Před vstupem je umístěna socha krále Petra I. Karađorđeviće. Původně se zde nacházely i malby, jejichž autorem byl akademický malíř Saša Rajković.